# Бабкин, Николай Никитович
Николай Никитович Бабкин (23 января 1909—11 июня 1981) — советский работник угольной промышленности, начальник шахты имени В. И. Ленина треста «Несветайантрацит» комбината «Ростовуголь», Герой Социалистического Труда (1966).

## Биография
Родился в 1909 году в городе Александровск-Грушевский (ныне город Шахты Ростовской области) в семье рабочего-горняка.
Трудовую деятельность начал в 1926 году на шахте «Пролетарская диктатура». В 1931 году поступил в горный техникум и после его окончания работал начальником участка на шахтах комбината «Ростовуголь». В 1942 году был призван в армию и воевал на фронтах Великой Отечественной войны. В 1943 году вступил в ВКП(б)/КПСС. В 1944 году — командир расчета 1-й миномётной роты 343-го гвардейского стрелкового полка 119-й гвардейской стрелковой дивизии 2-го Прибалтийского фронта.
Демобилизовавшись из армии в звании лейтенанта в 1947 году, Бабкин был назначен главным инженером Алексеевского шахтоуправления треста «Несветайантрацит». После окончания Высших инженерных курсов работал главным инженером, а с 1959 года — начальником шахты № 3/35. В 1962—1970 годах — начальник шахты имени В. И. Ленина треста «Несветайантрацит» комбината «Ростовуголь». Занимался общественной деятельностью, был делегатом XXIII съезда КПСС.
С 1970 года находился на пенсии, жил в городе Новошахтинск Ростовской области. Умер 11 июня 1981 года.

## Награды
- Указом Президиума Верховного Совета СССР от 29 июня 1966 года за выдающиеся заслуги в выполнении заданий семилетнего плана по развитию угольной и сланцевой промышленности и достижение высоких технико-экономических показателей в работе Бабкину Николаю Никитовичу присвоено звание Героя Социалистического Труда с вручением ордена Ленина и золотой медали «Серп и Молот».
- Также был награждён вторым орденом Ленина и медалями, среди которых «За отвагу» и «За трудовое отличие».